# Potrero (Californie)
Pour les articles homonymes, voir Potrero.
Potrero est une census-designated place du comté de San Diego, dans l'État de Californie, aux États-Unis,. En 2020, elle compte une population de 648 habitants.